# Немшин
Немшин (укр. Німшин) — село в Галичской городской общине Ивано-Франковского района Ивано-Франковской области Украины.
Население по переписи 2001 года составляло 523 человека. Занимает площадь 6,836 км². Почтовый индекс — 77135. Телефонный код — 03431.

## История
Первое письменное упоминание про село датируется 23 декабря 1437 года.
По налоговому реестру 1515 года в селе было 2 лана (приблизительно 15 га) обрабатываемой земли.
В 1939 году в селе жило 920 человек.

## Памятки
В 1810 году была сооружена деревянная церковь Святого Ивана Крестителя, которая является памятником архитектуры местного значения. Также в 2000 - 2010 годах был построен каменный храм Успения Пресвятой Богородицы. В конце сентября 2015 года была открыта капелла в честь Героев Небесной Сотни.